# ام‌وی گاورنر
ام‌وی گاورنر (به انگلیسی: MV Governor) یک کشتی است که طول آن ۲۴۲ فوت ۱٫۵ اینچ (۷۴ متر) می‌باشد. این کشتی در سال ۱۹۵۴ ساخته شد.